# カラミティ・スー
カラミティ・スー (Calamity Sue) は、第二次世界大戦時のアメリカ陸軍航空軍第20空軍第20爆撃集団第58爆撃団第468爆撃群794爆撃隊に所属したB-29爆撃機の機名（機体番号42-6368）。
1944年8月20日に福岡県八幡市八幡製鉄所を僚機とともに爆撃した際、日本陸軍飛行第4戦隊野辺重夫軍曹操縦の二式複座戦闘機屠龍の体当たり攻撃を受け損傷した隊長機ガートルードCの破片がカラミティ・スーの垂直尾翼を破壊、飛行不能となって墜落した。搭乗員は機長オニール・J・スタッファー大尉以下11名。

## 八幡製鉄所爆撃
1944年8月20日、中国成都基地第20爆撃機集団に所属したカラミティ・スーは彭山飛行場から僚機74機とともに八幡製鉄所爆撃のために出撃した。八幡製鉄所への爆撃はこの日が二度目であった。カラミティ・スーは僚機三機と編隊を組み、編隊長ロバート・S・クリンクスケールズ中佐の指揮するガートルードCの後ろを飛行していた。この位置が、機の運命を決することになる。
同日夕刻、目標である八幡製鉄所上空に達し爆撃を行っていたカラミティ・スーは山口県小月基地から迎撃に出動した日本陸軍第12飛行師団隷下の飛行第4戦隊に所属する二式複座戦闘機屠龍をはじめとする日本機の迎撃を受けた。彼らは応戦したが、野辺重夫軍曹操縦の屠龍が隊長機ガートルードCの左主翼に特攻し、第一エンジンと左翼燃料タンクを破壊した。ガートルードCはそのまま空中分解し、その破片がカラミティ・スーの垂直尾翼に激突した。尾翼は破壊、カラミティ・スーは飛行不能となって折尾町永犬丸殿問の山林に墜落した。
スタッファー大尉以下6名は脱出できず機と運命を共にしたが、ワイン中尉以下航法士アーヴィング・S・ニューマン少尉、機関士アスティン・C・ショット少尉、無線通信士ウォルター・A・ダンスビィ技術軍曹、ジャック・ムーア軍曹の5名はパラシュートでの脱出に成功。ワイン中尉は山中に潜伏、8月29日になって芦屋飛行場に侵入、日本機を奪取して帰還しようとしたところ警備の日本軍兵士と銃撃戦となり3人を死傷させた後戦死した。ワイン中尉の戦死はアメリカでも大きく報道され、戦略爆撃隊は屠龍に特に注意するよう命令を受けたと言われる。中尉は死後パープルハート章を授与されホノルルの国立墓地に埋葬された。
他の4名は捕虜となったが、ムーア軍曹は重傷のため8月24日小倉陸軍病院で死亡した。ニューマン少尉以下の3名は正式捕虜として大森俘虜収容所に送られ、戦後帰国した。アメリカ側の記録によると彼らは20世紀末まで存命が確認される。スタッファー大尉以下6名の遺体は墜落地点に埋葬され、1946年10月米軍が遺体を回収、帰国した。

## 機体 名
機体名は当時カンザス州にいたスタッファーの娘に因む。彼女は父の出征直前に誕生していた。

## 主要搭乗員
- 機長：オニール・J・スタッファー大尉（1916年-1944年8月20日）- インディアナ州アダムス郡出身、1941年5月17日入隊。
- 副操縦士：ジェームズ・T・ワイン中尉（1921年-1944年8月20日）- ニューヨーク州ニューヨークシティ出身。一説にハリー・トルーマンの甥であるとされるが不明。